# Jan Vojtěch Sedlák
Jan Vojtěch Sedlák (20. září 1889 Boskovice – 14. června 1941 Praha) byl moravský učitel, úředník, spisovatel a básník.

## Život
Narodil se v rodině dělníka Jana Sedláka (1864) a Veroniky rozené Vachové (1867). Měl šest sourozenců: Josefa (1893), Růženu (1895), Františka (1897), Rudolfa (1899–1903), Marii (1901–1909) a Karla (1903).
Po gymnaziálních studiích v Boskovicích vystudoval Filozofickou fakultu Univerzity Karlovy (rigorózní zkoušky: slovanská filologie a dějiny moderních literatur, filozofie). Po ukončení studia se oženil s Jiřinou Emingerovou (1891). se kterou měl dvě děti: Jana a Věru.
Zprvu působil jako středoškolský učitel, po válce na Ministerstvu národní obrany byl předsedou komise pro vojenské názvosloví, posléze pak vrchní rada na Ministerstvu školství.
Byl činný v oboru literární kritiky (v časopisech: Tribuna, Národní listy, Kmen, Národní kultura, Venkov aj.), historie literatury a teorie literatury. Připravil k vydání dílo Mayerovo, Šarlihovo, Taufrovo a Nerudovo. Používal pseudonym Jan Borek. V letech 1925–1941 byl členem Moravského kola spisovatelů (MKS). Byl členem Officier d'Académie. V Praze XVI Smíchov, bydlel na adrese Zborovská 13.

## Dílo

### Verše
- Čekanky – Turnov: Müller, 1926
- Daň Boží – Brno: Družstvo MKS, 1929
- Mé hory: [Beskydy] bibliofilie – předmluva Emil Zegadlowicz, dřevoryty Ferdiš Duša. Brno: Družstvo MKS, 1931
- Píseň věčnosti: z lyriky let 1932–1939 – Brno: MKS, 1941

### Próza
- Duha nad krajem: deset povídek – Praha: Novina, 1936
- Věnec jeřabinový: román ze selského jihočeského prostředí – Praha Novina, 1938 [Poctěno státní cenou]

### Spisy
- R. Mayer, jeho život a dílo: dizertační práce – Praha: 1914
- Jan Roháč v literatuře české – Praha: vlastním nákladem, 1921
- O básníku Rudolfu Mayerovi – Plzeň: Karel Beníško, 1922
- Josef Thomayer: studie literární – Praha: Legiografie, 1923
- Literární historie a literární věda – 1929
- K problémům rytmu básnického – Praha: Filozofická fakulta Univerzity Karlovy, 1929
- Petr Bezruč: studie osobnosti a prožitku – Praha: M. Procházka, 1931
- O díle básnickém: jeho podstata a výklad – Praha: L. Janů, 1935

Vydal další spisy mj. o Rudolfu Pokorném, Františku Taufrovi, Josefu Čapkovi.

### Jiné
- Dílo Rudolfa Mayera – uspořádal. Praha: Arthur Novák, 1927
- Povídky malostranské – Jan Neruda; ilustroval Petr Dillinger; upravil text. Praha: František Borový, 1927
- Arabesky – Jan Neruda; illustroval Petr Dillinger; upravil text. Praha: F. Borový, 1928
- Almanach na pamět činnosti dr. Jindřicha Vaníčka ve výchovném odboru ministerstva národní obrany – redigoval. Praha: Ministerstvo národní obrany, 1928
- Tvrdošijní ilusionisté – Karel Šarlih; uspořádal. Praha: F. Borový, 1929
- Dílo Karla Šarliha – uspořádal. Praha: Toužimský a Moravec, 1929
- Erotické dobrodružství Nikity Ochalčuka – Karel Šarlih; uspořádal. Praha: F. Borový, 1929
- Úšklebky sexu: povídky – uspořádal. Praha: F. Borový, 1929